# Antonio Adrario
Antonio Adrario (anche Marco Antonio) (Cherso, 1530 circa – Cherso, 1597) è stato un poeta dalmata dell'isola di Cherso.

## Vita
Quasi tutto quel che si sa della vita del chersino Antonio Adrario lo si ricava da un suo manoscritto, conservato presso la Biblioteca nazionale Marciana di Venezia, e dal suo testamento.
Nipote di un "Bartolomeo dottore" medico a Cherso nel 1517, nacque dal dottore avvocato Gian Giacomo e morì nel 1597, lasciando i tre figli Gian Giacomo, Prospero e Tiburzio. La nobile famiglia si spegnerà verso la metà del XVIII secolo, con un altro Gian Giacomo e con una Adraria andata in sposa ad un rampollo degli Impastari di Veglia.
Antonio Adrario appartiene - col Patrizi, lo Stefanello, il Moise, il Capiccio e altri ancora - a quella schiera di chersini che nel XVI secolo illustrò la piccola cittadina a cavallo fra l'Istria e la Dalmazia, tanto da far ritenere Cherso "fiore di lettere e scienze" (Ziliotto).
Nell'ambito della crisi del petrarchismo amoroso di quei decenni, Antonio Adrario fece parte di quella schiera di autori che trassero aspirazione da una serie di eventi esterni, considerati "potenti detonatori" (Balduino-Da Pozzo), che liberarono energie espressive evidentemente insofferenti dell'angustia solipsistica del petrarchismo tradizionale. Il principale fra questi eventi fu senz'altro la Battaglia di Lepanto del 1571, con la sconfitta del Turco, seguita da un profluvio di opuscoli, raccolte celebrative, encomi e poesie.

## Opere
La principale opera dell'Adrario fu la silloge di Sonetti sopra la guerra turchesca (Venezia, presso O.Farri, 1572), composta proprio ad esaltazione della vittoria cristiana. Amico del poeta capodistriano Giovanni Zarotto, che allo stesso modo produsse parecchi sonetti sullo stesso tema, Adrario a lui dedicò i seguenti versi:
«Veggo Risano volto in Hippocrene

Che non come solea riga Helicona

Mercé la fama, che di voi risuona

Ma de l'Istria le più pregiate arene
E se a Pallade piacque, hor ben conviene

Che le muse vi dian gloria e corona,

Porgendo a ogn'un, che se medesmo sprona

Nel mar de le vitruti a vele piene
Felice voi che con sì dotti carmi

Avanzando gli antichi spiriti rari

Rendete ogn'uom più lieto e più giocondo,
Così innalzando il gran valor ne l'armi,

De' militi di Christo, illustri e chiari

Eterno fate il nome vostro al mondo»
Altre poesie dell'Adrario vennero quindi pubblicate nell'ampia opera miscellanea Trofeo della vittoria sacra (Venezia, 1572), ad opera di Luigi Groto. Preceduti da una relazione del Groto sull'arrivo a Venezia della notizia della vittoria, all'interno di quest'opera si susseguono - oltre a quelli dell'Adrario - i versi trionfalistici di Gabriele Fiamma, Celio Magno, Bartolomeo Arnigio, Giulio Ballini, Giacomo Tiepolo, Ottaviano Maggi, Orazio Toscanella, Francesco Sansovino e altri ancora.